# Udon Thani (provincie)
Chang Wat Udon Thani (Thais อุดรธานี) is een provincie in het noordoosten van Thailand in het gebied dat ook wel Isaan wordt genoemd. In december 2002 had de provincie 1.535.471 inwoners, het is daarmee de 7e provincie qua bevolking in Thailand. Met een oppervlakte van 11.730,3 km² is het de 11e provincie qua omvang in Thailand. De provincie ligt op ongeveer 564 kilometer van Bangkok. Udon Thani grenst aan Nong Khai, Sakon Nakhon, Kalasin, Khon Kaen, Nongbua Lamphu en Loei. Udon Thani ligt niet aan zee. De hoofdstad is Udon Thani.

## Provinciale symbolen
|  | Het provinciale zegel van Udon Thani toont een reus uit de hindoeïstische mythologie, Yakṣa, een verwijzing naar Thao Kuwane, de god van het noorden. De provinciale boom is shorea obtusa en de provinciale bloem is butea monosperma. |

## Klimaat
De gemiddelde jaartemperatuur is 32 graden, de temperatuur schommelt tussen 10,9 graden en 42,5 graden. Gemiddeld valt er 1654 mm regen per jaar.

## Politiek

### Bestuurlijke indeling
De provincie is onderverdeeld in 18 districten (Amphoe) en 2 subdistricten (King amphoe), die weer onderverdeeld zijn in 155 gemeenten (tambon) en 1682 dorpen (moobaan). De ontbrekende nummers 12-16 zijn Amphoe die in 1993 werden ingedeeld bij de nieuwe provincie Nongbua Lamphu.
| Amphoe \| 1. Mueang Udon Thani 2. Kut Chap 3. Nong Wua So 4. Kumphawapi 5. Non Sa-at 6. Nong Han 7. Thung Fon 8. Chai Wan 9. Si That \| 1. Wang Sam Mo 2. Ban Dung 1. Ban Phue 2. Nam Som 3. Phen 4. Sang Khom 5. Nong Saeng 6. Na Yung 7. Phibun Rak \| | King Amphoe 1. Ku Kaeo 2. Prachaksinlapakhom                                                                  |  |
| 1. Mueang Udon Thani 2. Kut Chap 3. Nong Wua So 4. Kumphawapi 5. Non Sa-at 6. Nong Han 7. Thung Fon 8. Chai Wan 9. Si That | 1. Wang Sam Mo 2. Ban Dung 1. Ban Phue 2. Nam Som 3. Phen 4. Sang Khom 5. Nong Saeng 6. Na Yung 7. Phibun Rak |  |

## Geschiedenis
Tot aan de Vietnamoorlog was Udon Thani, net als de rest van Noordoost-Thailand, een achtergebleven gebied. Na de komst van Amerikaanse troepen en de vestiging van een luchtmachtbasis is hier verandering in gekomen, al blijft dit gebied achterlopen bij de rest van Thailand. Het is nu een commercieel en industrieel centrum in deze regio van Thailand.
Udon Thani is ook de vindplaats van een van de oudste bronstijd-beschavingen, waarvan resten zijn gevonden bij het dorp Ban Chiang. Deze beschaving wordt in het algemeen op circa 5000 jaar oud geschat.
In het natuurpark Phu Phra Bat Buabok ligt het Historisch park Phu Phra Bat, dat in juli 2024 werd toegevoegd aan de werelderfgoedlijst van de UNESCO.